# Estación de Campus
Campus es una estación de la línea 4 de Metrovalencia que fue inaugurada el 3 de marzo de 1999. Se encuentra próxima a la avenida Vicent Andrés Estellés, junto al campus de Burjassot donde se levantan los dos andenes a ambos lados de las vías del tranvía.